# Guerrilla Games
Guerrilla Games（游击队工作室，有误译为“游骑兵工作室”）是一家隸屬於索尼互動娛樂的荷蘭第一方遊戲開發商，曾為索尼電腦娛樂開發殺戮地帶以及為Eidos Interactive開發越南1967。
該公司原名為Lost Boys Games，是荷蘭多媒體公司Lost Boys的一部份，2003年7月以Guerrilla的名字重新開辦。Lost Boys Games在Lost Boys收購兩家有希望的荷蘭遊戲開發商後組成，分別是由Arjan Brussee創辦的Orangegames以及由Arnout van der Kamp創辦的Digital Infinity。
Lost Boys公司曾經過數次兼併，根據推測不希望保留其遊戲分部，Lost Boys的創辦人Michiel Mol將其歸入他新創立的媒體企業Media Republic中並將其重命名為Guerrilla Games。
2004年Guerrilla Games與索尼電腦娛樂簽訂一個獨佔協議，在這個協議下Guerrilla將會專為索尼的遊戲平台PS2、PS3、PS4、PSP與PSVita等開發獨佔遊戲。
2005年12月索尼宣佈收購Guerrilla Games，Guerrilla Games將繼續開發PlayStation遊戲機的獨佔遊戲。本次收購背後的財務細節並未提供。

除了自身开发电子游戏软件以外，Guerrilla Games还有为索尼的其他工作室和游戏作品提供协助，例如小岛秀夫的《死亡搁浅》
於2019年工作室董事兼總裁-赫爾曼·霍斯特(Hermen Hulst) 成為索尼互動娛樂全球工作室(SIE Worldwide Studios) 的總裁，擔當為全球工作室負責人。

## 公司作品

### Lost Boy Games时期開發的遊戲
- Tiny Toon Adventures: Dizzy's Candy Quest（2001年）
GBC
- Rhino Rumble（2002年）
GBC
- Black Belt Challenge（2002年）
GBA
- Invader（2002年）
GBA

### Guerrilla Games时期開發的遊戲
| 发售时间 | 游戏名称                                 | 游戏类别     | 发行平台                             | 发行商       | 备注                  |
| -------- | ---------------------------------------- | ------------ | ------------------------------------ | ------------ | --------------------- |
| 2004     | 弹震症：越南67 Shellshock: Nam '67       | 第三人称射击 | PlayStation 2、Xbox、Windows         | Eidos        |                       |
| 2004     | 殺戮地帶 Killzone                        | 第一人称射击 | PlayStation 2                        | 索尼电脑娱乐 |                       |
| 2006     | 殺戮地帶：解放 Killzone: Liberation      | 第三人称射击 | PlayStation Portable                 | 索尼电脑娱乐 |                       |
| 2009     | 殺戮地帶2 Killzone 2                     | 第一人称射击 | PlayStation 3                        | 索尼电脑娱乐 |                       |
| 2011     | 殺戮地帶3 Killzone 3                     | 第一人称射击 | PlayStation 3                        | 索尼电脑娱乐 |                       |
| 2013     | 杀戮地带：雇傭兵 Killzone: Mercenary     | 第一人称射击 | PlayStation Vita                     | 索尼电脑娱乐 |                       |
| 2013     | 杀戮地带：暗影坠落 Killzone Shadow Fall  | 第一人称射击 | PlayStation 4                        | 索尼电脑娱乐 |                       |
| 2017     | 地平线：零之曙光 Horizon Zero Dawn       | 動作角色扮演 | PlayStation 4、Windows               | 索尼互动娱乐 |                       |
| 2022     | 地平線：西域禁地 Horizon Forbidden West  | 動作角色扮演 | PlayStation 4、PlayStation 5         | 索尼互动娱乐 |                       |
| 2024     | 乐高地平线大冒险 Lego Horizon Adventures | 動作角色扮演 | PlayStation 5、任天堂Switch、Windows | 索尼互动娱乐 | 与Studio Gobo联合开发 |

### 游戏引擎
在其杀戮地带：暗影坠落发售后，游戏信息内声称为一款自有的未命名引擎开发；之后于2015年6月，宣布《地平线：零之曙光》的引擎与《杀戮地带：暗影坠落》相同。
Guerrilla Games董事Hermen Hulst在PlayStation Experience 2016的说法，Decima具备构建人工智能（AI）、物理效果和逻辑的工具和功能，以及用于创建整个游戏世界的资源库Decima引擎发布将原生支持4K解析度与HDR。 引擎以日本江户时期的人工岛出島命名（拼写为Dejima），正是17世纪时荷兰商馆所在地。

## 外部連結
- 官方网站